# Platycerus zherichini
Platycerus zherichini es una especie de coleóptero de la familia Lucanidae.

## Distribución geográfica
Habita en Rusia.